# ゴラクうぇぶ!
『ゴラクうぇぶ!』は、日本文芸社が運営しているウェブコミック配信サイト。同社が刊行する『週刊漫画ゴラク』および漫画配信アプリ『マンガTOP』の掲載作品の他、オリジナル作品を配信している。毎週金曜日更新。

## 概要
2013年3月25日に『ゴラクエッグ』として開設。開設当初の連載ラインアップは、「リバーシブルマン」（ナカタニD.）、「このゆびとまれ」（大澄剛）、「ラブラブエイリアン」（岡村星）の3作品で、のちに『別冊漫画ゴラク』にて連載されていた「極楽バリ島 丸尾孝俊 ボーボー物語」（中祥人）が出張版という形でラインアップに追加。作品は毎月25日に更新されていた。
2015年より『週刊漫画ゴラク』の公式サイトとしてリニューアルし、名称も『Webゴラクエッグ』に改名。
2016年には作品の更新スケジュールが毎月10日・20日・30日に変更（サイト内ではこれらを「エッグの日」と呼称していた）。
2017年には名称から「エッグ」を外した『Webゴラク』に改名し、旧称の『ゴラクエッグ』はサイト内レーベルとして名称が残された。また、この年には「ゴラクエッグ」以外にもレーベルが立ち上げられ、2月28日に少女漫画レーベル「comicフレーバーズ」、5月1日にBL漫画レーベル「Melty Bullet」、10月20日に『コミックヘヴン』のウェブ版という形で「Webコミックヘヴン」がそれぞれ配信開始となった。
その後、更新スケジュールを毎月15日・30日に再度変更。2025年3月28日のリニューアル時に現名称に改名され、それに伴い全レーベルが廃止された。

## 廃止されたレーベル
- ゴラクエッグ
- comicフレーバーズ
- Melty Bullet
- Webコミックヘヴン
- urakoi - 小説投稿サイト「エブリスタ」との協業によるレーベル[13]。

## 連載作品
※2025年7月現在。
- 「原作など」は、特記しない限り原作担当
- 基本の表示順は開始順、ただし開始日が同一の場合は作品名の五十音順とする
- 開始日はyyyy年mm月dd日を「yyyy.mm.dd」と略記

### オリジナル作品
| 作品名                             | 作者（作画）     | 原作など           | 開始       | 備考                                                                               |
| ---------------------------------- | ---------------- | ------------------ | ---------- | ---------------------------------------------------------------------------------- |
| うれしょん!                        | かずみ義幸       | ―                  | 2016.04.25 | 「ゴラクエッグ」連載                                                               |
| シュルスの魔女                     | 小田原みづえ     | ―                  | 2016.11.10 | 「comicフレーバーズ」連載                                                          |
| ビターショコラストロベリー         | 阿弥陀しずく     | ―                  | 2017.10.30 | 「comicフレーバーズ」連載                                                          |
| 異世界ソープランド輝夜             | 猪熊しのぶ       | ―                  | 2018.09.10 | 「ゴラクエッグ」連載                                                               |
| お嬢様から始める結婚生活           | 佐々木ミノル     | ―                  | 2019.07.10 | 同作者による「中卒労働者から始める高校生活」のスピンオフ 「Webコミックヘヴン」連載 |
| 彼女とつーぴー                     | 森井暁正         | ―                  | 2022.10.31 | 『コミックヘヴン』より移籍 「Webコミックヘヴン」連載                               |
| アブソリュートキル                 | 愛南ぜろ         | ―                  | 2024.02.15 | 「ゴラクエッグ」連載                                                               |
| ヒグマグマ                         | 奥谷通教         | ―                  | 2024.02.15 | 「ゴラクエッグ」連載                                                               |
| キノコ・ブラザーズ                 | 烏山英司         | 尾藤麻論           | 2024.02.29 | 「ゴラクエッグ」連載                                                               |
| 慾のたてまえ                       | 山本中学         | ―                  | 2024.03.29 | 「ゴラクエッグ」連載                                                               |
| 一級建築士矩子の設計思考           | 鬼ノ仁           | ―                  | 2025.03.28 | 『週刊漫画ゴラク』より移籍                                                         |
| 鶯谷デッドゾーン                   | 三日閉両         | 井深みつ           | 2025.03.28 | 『週刊漫画ゴラク』より移籍                                                         |
| そして、ミナになった。             | ナンジョウヨシミ | のざわたけし       | 2025.03.28 |                                                                                    |
| ヘッドランナー                     | 梶山昊頌         | ―                  | 2025.03.28 |                                                                                    |
| ボンデージ                         | さおとめやぎ     | ―                  | 2025.03.28 |                                                                                    |
| マーダーホテル                     | 民谷剛           | ―                  | 2025.03.28 |                                                                                    |
| その猫!大五郎!!                    | 岩渕竜子         | ―                  | 2025.04.11 |                                                                                    |
| ツイキュー～刑事ポチの追嗅事件簿～ | 早坂ガブ         | ―                  | 2025.04.11 |                                                                                    |
| ノーメモリー                       | 昌原光一         | ―                  | 2025.04.11 |                                                                                    |
| HELLHELL〜ジゴサタ〜               | 洋介犬           | ―                  | 2025.04.25 | 同作者の「ジゴサタ〜地獄の沙汰もお前しだい」の続編                                 |
| 銀牙伝説外伝 番犬ジョン!           | つじつかさ       | 高橋よしひろ(原案) | 2025.05.09 |                                                                                    |
| ソウヨク～零戦と隼～               | 滝沢聖峰         | ―                  | 2025.05.09 |                                                                                    |
| 今宵、妻が。                       | 佐野タカシ       | ―                  | 2025.06.01 | 『漫画ゴラクスペシャル』より移籍                                                   |
| 最強パシリ                         | 山本康人         | ハンコウキ         | 2025.06.01 | 『漫画ゴラクスペシャル』より移籍                                                   |
| 奴隷先生                           | 友野ヒロ         | 村生ミオ(原案)     | 2025.06.01 | 『漫画ゴラクスペシャル』より移籍                                                   |
| はぐれアイドル地獄変               | 高遠るい         | ―                  | 2025.06.01 | 『漫画ゴラクスペシャル』より移籍                                                   |
| ふたりの夏が終わるまで             | 艶々             | ―                  | 2025.06.01 | 『漫画ゴラクスペシャル』より移籍                                                   |
| 私のかわいい犬だから               | 廣島ガウォ       | 艶々(構成)         | 2025.06.01 | 『漫画ゴラクスペシャル』より移籍                                                   |
| デパーデッド                       | 黒川清作         | 森ノ宮             | 2025.06.06 |                                                                                    |
| 灰色の女神さま                     | くろもとみつぐ   | ―                  | 2025.06.13 |                                                                                    |
| 俺たちってどうヤッてたっけ!?       | 早坂啓吾         | ―                  | 2025.06.20 |                                                                                    |
| ドクバナ～美しい女には毒がある～   | 咲原かえで       | ―                  | 2025.06.20 |                                                                                    |

### 週刊漫画ゴラク作品
| 作品名             | 作者（作画） | 原作など | 開始       |
| ------------------ | ------------ | -------- | ---------- |
| 時先生は着替えたい | 高山としのり | ―        | 2025.03.28 |
| 銀牙伝説WEED       | 高橋よしひろ | ―        | 2025.04.25 |

### マンガTOP作品
| 作品名                       | 作者（作画） | 原作など                        | 開始       | 備考                                             |
| ---------------------------- | ------------ | ------------------------------- | ---------- | ------------------------------------------------ |
| 刀剣乱舞～日本号つれづれ酒～ | 岡村賢二     | 「刀剣乱舞 ONLINE」（原案など） | 2025.03.28 | ブラウザゲーム「刀剣乱舞 ONLINE」の コミカライズ |
| 撲殺ピンク～性犯罪者処刑人～ | 山本晃司     | ―                               | 2025.03.28 |                                                  |

### リバイバル連載
週刊漫画ゴラク作品
- しいちゃん、あのね（東裏友希）
- Dr.アシュラ（こしのりょう）
- モンキーピーク（粂田晃宏 / 原作: 志名坂高次）

マンガTOP作品
- ぼくたちの死体さがし（山崎峰水）

## 連載終了した作品
- 原作などは特記しない限り原作担当
- 便宜上、一部の長い名称は改行する
- 開始日・終了日はyyyy年mm月dd日を「yyyy.mm.dd」と略記
- 開始日・終了日の詳細な日付が不明な場合、Xで表記

### オリジナル作品
| 作品名                                      | 作者（作画） | 原作など | 開始       | 終了       | 備考                                                              |
| ------------------------------------------- | ------------ | -------- | ---------- | ---------- | ----------------------------------------------------------------- |
| ラブラブエイリアン                          | 岡村星       | ―        | 2013.03.25 | 2018.07.02 | 『別冊漫画ゴラク』と並行連載 のちに同誌より移籍                   |
| リバーシブルマン                            | ナカタニD.   | ―        | 2013.03.25 | 不明       | 『コミックBREAK』および 旧漫画ゴラク公式サイトでの 連載を経て移籍 |
| ちゅうでれ!                                 | 夏目文花     | ―        | 2015.01.23 | 2017.01.10 |                                                                   |
| はぐれアイドル地獄変外伝 プリンセス・セーラ | 高遠るい     | ―        | 2015.04.24 | 2015.12.XX |                                                                   |
| SALAD DAYS single cut ～由喜と二葉～        | 猪熊しのぶ   | ―        | 2016.04.25 | 2017.11.10 | 同作者の「SALAD DAYS」のリメイク作品                              |
| クロエの流儀                                | 今井大輔     | ―        | 2016.04.25 | 2018.08.10 | 『週刊漫画ゴラク』より移籍 「ゴラクエッグ」連載                   |
| アラサーはBarにいる                         | 小夏ゆーた   | ―        | 2017.10.30 | 2019.04.01 | 「comicフレーバーズ」連載                                         |
| 貸出妻M                                     | 松本救助     | ―        | 2017.10.02 | 2018.03.20 | 「ゴラクエッグ」連載ののち 2025年4月から6月まで再連載             |
| 監禁婚〜カンキンコン〜                      | 近藤しぐれ   | ―        | 2019.08.20 | 2023.10.30 | 『週刊漫画ゴラク』より移籍                                        |
| 不倫ダイアリー                              | 秋重学       | ―        | 2024.04.30 | 2024.09.17 |                                                                   |
| シェアハウス葵葉湯                          | キナミブンタ | ―        | 2025.04.11 | 2025.05.30 |                                                                   |
| 情熱と天使                                  | 町田響       | ―        | 2025.04.25 | 2025.05.30 |                                                                   |
| 車窓のグルメ                                | 魚乃目三太   | ―        |            |            |                                                                   |

### 週刊漫画ゴラク作品
| 作品名             | 作者（作画） | 原作など | 開始       | 終了       |
| ------------------ | ------------ | -------- | ---------- | ---------- |
| ほたるロードマップ | 安堂ミキオ   | ―        | 2025.03.01 | 2025.03.01 |
| 玉屋一代 花火心中  | 関達也       | ―        | 2025.04.01 | 2025.04.01 |

## 映像化作品
| 作品               | 放送年          | 制作       |
| ------------------ | --------------- | ---------- |
| ラブラブエイリアン | 2016年（第1期） | フジテレビ |
| ラブラブエイリアン | 2017年（第2期） | フジテレビ |